# Homalomena peekelii
Homalomena peekelii är en kallaväxtart som beskrevs av Adolf Engler. Homalomena peekelii ingår i släktet Homalomena och familjen kallaväxter. Inga underarter finns listade.